# Llorenç Sans i Fàbregas
Llorenç Sans i Fàbregas (Sant Feliu de Llobregat, 1905 - 2000) fou un historiador local i actor i director de teatre català.
Era fill de Ramon Sans i Molins (1880-1956) i de Gertrudis Fàbregas i Font. El seu pare treballà en la fàbrica de teixits «Textil Ángel Vila, S. A.» i va ser també actor de teatre. Llorenç Sans va esdevenir oficial del Registre de la Propietat de Sant Feliu de Llobregat.
D'ideologia liberal, demòcrata i catalanista, durant la Segona República Llorenç Sans formà part del Foment Català Republicà, agrupació adherida a Acció Catalana Republicana, i va col·laborar en el seu periòdic local a Sant Feliu. En resposta a un article l'any 1933 on acusava els carlins de no ser veritablement catalanistes, Llorenç Sans va ser criticat pel periòdic tradicionalista santfeliuenc Espanya Federal, que va afirmar que Sans havia format part de la redacció del periòdic El Eco del Llobregat (1928-1930), portaveu local de la Unión Patriótica. No obstant, Llorenç Sans va negar haver col·laborat mai amb la dictadura de Primo de Rivera. Es presentà com a candidat a les eleccions municipals de 1934, però la llista del Foment Català Republicà no va obtenir cap regidor a Sant Feliu.
En la seva faceta teatral, des de finals dels anys 20 pertanyia a l'Escola de Declamació Miquel Rojas, de la qual formava part el seu pare, i feia teatre a Sant Feliu. Durant la Segona República va continuar fent-ne a la Unió Coral i al Casino Santfeliuenc, i en la postguerra al Centre Parroquial. El setembre del 1936 va esdevenir, com a representant d'Acció Catalana Republicana (ACR), membre del Comitè Revolucionari de la Federació Catalana de Societats de Teatre Amateur (FCSTA) que es va constituir amb la finalitat de definir l'acció i la tasca del teatre amateur durant la Guerra Civil espanyola. Va actuar en diverses obres de teatre de temàtica relacionada amb la guerra, produïdes per la FCSTA, com Nadal en temps de guerra i Comiats a trenc d'alba. També va destacar per les seves interpretacions en les obres El divino impaciente, Els aires de la terra, El ferrer de tall, Terra baixa, Bon Nadal, Mr. Scrooge, entre moltes d'altres, al llarg de més de sis dècades. Durant molts anys fou el director de la companyia de teatre «Enric Borràs». En el temps de la Guerra Civil també era president de l'Ateneu Santfeliuenc (del qual havia estat soci el seu pare des de finals del segle XIX) i va aconseguir evitar que fos col·lectivitzat.
Com a historiador local, en l'època del franquisme va escriure en català sobre la història recent i antiga de Sant Feliu de Llobregat, recopilant moltes dades sobre el municipi que es trobaven disperses en documents de diversos arxius com l'Arxiu de la Catedral de Barcelona, l'Arxiu de la Corona d'Aragó, la Biblioteca de Catalunya, etc. Va donar a conèixer les seves investigacions històriques a través del Full Parroquial i periòdics locals com Alba (1948-1968) —del qual va ser director— i Vaivé (1980-2001). A la revista Vaivé, on va emprar els pseudònims de «Josep Flavià», «Romeu de Montagut» i «Conxa Coverol», destacà la seva narració sobre la Guerra Civil espanyola titulada «Del temps de la guerra», publicada entre 1986 i 1992, en la qual va denunciar els crims de tots dos bàndols, amb especial atenció als fets ocorreguts a Sant Feliu.
Era un catòlic de gran religiositat i durant el franquisme va promoure, des de Ràdio Sant Feliu, la construcció d'un altar a la Mare de Déu de Montserrat a l'església de Sant Llorenç.
El 19 de desembre de 1970 fou proposat per al títol de Fill predilecte de Sant Feliu de Llobregat i finalment el 20 d'abril del 1989 va rebre la medalla de la ciutat. En morir, al maig de l'any 2000 li dedicà un article, entre d'altres, l'escriptora santfeliuenca Joana Raspall. En homenatge se li donà el seu nom al parc Llorenç Sans.
Estava casat amb Montserrat Vallès i fou pare de Jordi Sans i Vallès, qui durant el tardofranquisme fou tinent d'alcalde de Sant Feliu i va ser un dels fundadors de l'Assemblea de Catalunya i de l'Escola Mestral de Sant Feliu, a més de ser president del Centre Parroquial i militant d'ERC des del 1977. El fons personal de Llorenç Sans fou donat l'any 2001 a l'Arxiu Històric Comarcal del Baix Llobregat per la seva filla Montserrat Sans Vallès.

## Obres
- Alguns capítols de la història de Sant Feliu (1948)
- Història de Sant Feliu: L'Església i la Parròquia (1983)
- Cròniques de Festa Major (1988)
- Els carrers de Sant Feliu (1989)
- Jaume Vidal, la recuperació d'un santfeliuenc (1607 - 1689) (amb Daniel Codina i Giol, 1989)
- Mestre Esteve: La recuperació d'un pedagog (1994)
- Les Caramelles a Sant Feliu (1995)